# Peregrine Bertie
Peregrine Bertie (12 octobre 1555 – 25 juin 1601), 13e baron Willoughby d'Eresby, est un diplomate de l'ère élisabéthaine. Il est quelques mois commandant du corps expéditionnaire anglais aux Flandres, avec des résultats inégaux. 
Ses demi-frères, Henry (es) et Charles Brandon (en), ducs de Suffolk successifs, étant morts adolescents de la suette, il est promis à la cour, mais sa reconnaissance officielle en tant que pair de la Couronne est lente et tardive. Sa sœur Susan Bertie épouse le comte de Kent, puis le neveu de Bess de Hardwick.

## Formation
Son père, Richard Bertie (en), courtisan protestant et membre du parlement d'Angleterre, épouse la baronne Willoughby d'Eresby à la mort de Charles Brandon, duc de Suffolk. Par conviction religieuse, ses parents s'étaient exilés ce qui explique sa naissance à Wesel-sur-Rhin, où il est baptisé en la cathédrale saint-Willibrord le 14 octobre 1555. À l'avènement d’Élisabeth Ire en 1558, ses parents rentrent en Angleterre pour solliciter du roi sa naturalisation, et devient formellement anglais le 2 août 1559. Il épouse Mary de Vere (en), fille du 16e comte d'Oxford et de Margery Golding. À la mort de sa mère en 1580, il hérite du titre de baron Willoughby et fait son entrée au parlement le 16 janvier 1580.

## Diplomate et officier
En 1582, la reine d'Angleterre le charge d'escorter le duc d'Anjou hors de Canterbury à Anvers. L'un des potentiels prétendants d’Élisabeth par droit de sang, la même année, le baron est envoyé en mission pour investir le roi Frédéric II de Danemark dans l’ordre de la Jarretière. Le baron Willoughby d'Eresby arrive à Elseneur le 22 juillet et repart le 27 septembre 1582. Le vrai but de cette ambassade est de négocier la protection des cargos anglais traversant les eaux danoises. En 1585, il revient au Danemark chargé par la reine Élisabeth de négocier l'appui des Danois à Henri III de Navarre et à l’effort de guerre aux côtés des Provinces-Unies.
Comme en témoigne sa correspondance avec Francis Walsingham, le jeune Bertie effectue ces voyages à ses frais : désespérant d'être remboursé, il cherche à éviter de nouvelles missions diplomatiques. Au bout de deux mois et demi, il réussit à pousser le roi de Danemark à négocier avec l'Espagne l'évacuation des Pays-Bas. Le roi Frédéric accepte en outre d'envoyer 2000 cavaliers en renfort de l'armée anglaise dans les Flandres. Après ce succès éclatant, le baron Willoughby repart en Angleterre par la route de Hambourg, Emden et Amsterdam. En mars 1586 Robert Dudley, comte de Leicester, le nomme gouverneur de Bergen-op-Zoom, et gouverneur-général des Provinces-Unies. Au retour de Leicester en Angleterre (décembre 1586), il prend la tête du corps expéditionnaire anglais mais essuie une lourde défaite à la bataille de Zutphen, réparée en partie par sa victoire au siège de Bergen-op-Zoom. Il combat ensuite pour les huguenots d'Henri, roi de France et de Navarre.
Bertie est enfin nommé gouverneur de Berwick-upon-Tweed sur les marches d’Écosse et Warden of the East March en 1598, succédant à Robert Carey, comte de Monmouth. À la demande de Robert Cecil, comte de Salisbury, il fait enlever Edmund Ashfield (en), agent de Jacques VI d'Écosse. Il meurt le 25 juin 1601 à Berwick et est inhumé à Spilsby, dans le Lincolnshire.

## Héritage
Son mariage avec lady Mary de Vere (en), fille du 16e comte d'Oxford, nait trois fils, dont Robert Bertie (1er comte de Lindsey), est arrière-grand-parent du 1er duc d'Ancaster et Kesteven.
Le titre héréditaire de Lord grand chambellan échoit par cette ligne à l'actuelle baronne Willoughby d'Eresby (en).
Aussi, les parents de l'amiral John Smith sont ses métayers à Willoughby.